# الضوء الخافت (فلم)
الضوء الخافت هو فيلم مصري عرض عام 1961، بطولة أحمد مظهر وسعاد حسني، ومن إخراج فطين عبد الوهاب.

## قصة الفيلم
تتعرف التلميذة نوال على الأديب أحمد شرف الدين الذي يبحث عن وجه جديد لفيلم جديد يريد كتابته، تتعلم الرقص والغناء والشراب. تتعرف على المخرج رؤوف. وفي وسط التجربة الأولى وتشجع أحمد يرمي المخرج شباكه عليها، تموت أمها، وتعيش نوال مع أحمد ولكنها ترفض الزواج منه أملًا في أن تصبح نجمة مشهورة.

## طاقم التمثيل
- أحمد مظهر
- سعاد حسني
- شويكار
- رجاء الجداوي
- صلاح نظمي
- توفيق الدقن
- هدى شمس الدين
- إحسان شريف
- شفيق نور الدين
- سعيد خليل
- عبد البديع العربي
- أحمد لوكسر
- فتحية علي
- حسين إسماعيل
- ليلى نور
- زينب نصار

## فريق العمل
- إخراج: فطين عبد الوهاب
- تأليف: أحمد مظهر، زكي مخلوف
- مدير التصوير: برونو سالفي
- مونتاج: سعيد الشيخ
- موسيقى تصويرية: أندريه رايدر
- إنتاج: متروجولدوين ماير (أحمد مظهر)
- توزيع: متروجولدوين ماير (أحمد مظهر)

## روابط خارجية
- الضوء الخافت على موقع IMDb (الإنجليزية)
- الضوء الخافت على موقع الدهليز
- الضوء الخافت على موقع قاعدة بيانات الأفلام العربية
- الضوء الخافت على موقع قاعدة بيانات الفيلم (الإنجليزية)
- الضوء الخافت على موقع ليتربوكسد (الإنجليزية)